# 핀란드어
핀란드어(핀란드어: suomi, suomen kieli)는 핀란드의 공용어 중 하나로 스웨덴, 러시아, 에스토니아, 노르웨이에서도 쓰인다. 우랄어족의 핀우그리아어파에 속한다. 문자는 로마자를 쓴다. 핀란드와 함께 스칸디나비아반도에 속해 있어 지리적으로는 매우 가까운 스웨덴, 노르웨이에서 주로 쓰이는 스웨덴어와 노르웨이어는, 인도유럽어족에 속하기 때문에 핀란드어와는 계통상 아무런 관계가 없어 완전히 상이하다. 가까운 언어로 에스토니아어가 있으나 서로 잘 통하지는 않는다.

## 음운

### 닿소리
|        |        | 입술소리 | 치음/ 치경음 | 경구개음/ 연구개음 | 성문음 |
| ------ | ------ | -------- | ------------ | ------------------ | ------ |
| 비음   | 비음   | m        | n            | ŋ                  |        |
| 파열음 | 무성음 | p        | t̪            | k                  |        |
| 파열음 | 유성음 |          | d            |                    |        |
| 마찰음 | 마찰음 |          | s            |                    | h      |
| 접근음 | 접근음 | ʋ        | l            | j                  |        |
| 전동음 | 전동음 |          | r            |                    |        |

### 홀소리

#### 홑홀소리
|        | 전설 | 전설 | 후설 |
| ------ | ---- | ---- | ---- |
| 고모음 | i    | y    | u    |
| 중모음 | e    | ø    | o    |
| 저모음 | æ    |      | ɑ    |

#### 겹홀소리
|        | i  | u  | y  | 그 밖 |
| ------ | -- | -- | -- | ----- |
| a      | ai | au |    |       |
| ä(/æ/) | äi |    | äy |       |
| o      | oi | ou |    |       |
| e      | ei | eu | ey |       |
| ö(/ø/) | öi |    | öy |       |
| u      | ui |    |    | uo    |
| i      |    | iu | iy | ie    |
| y      | yi |    |    | yö    |

## 지위
핀란드어는 핀란드의 국민 절대다수(92%) 및 스웨덴, 노르웨이, 미국, 에스토니아, 러시아(특히 카렐리야 및 레닌그라드 주) 등 해외에 거주하는 핀란드인들 사이에서 사용된다. 핀란드어는 핀란드의 공용어이며, 스웨덴과 러시아 카렐리야 공화국에서는 공식 소수민족어이다. 특히 에스토니아의 경우는 전체 인구의 약 1~2% 정도가 핀란드어를 모국어로 습득한다.

## 역사
현재까지 전해내려오는 발트핀어군 언어들은 발트핀조어에서 발생하였으며, 이 중 사미어는 기원전 1500~1000년 사이에 분화되어 독자적인 언어가 된 것으로 생각된다. 발트핀조어는 북부 방언, 남부 방언과 동부 방언 등 3가지 방언을 가지고 있었으며, 이후 백여년 간 이들이 각자 분리되어 다른 언어가 되는 과정을 거치면서도 서로 영향을 끼쳤다. 동부 방언은 그 후 카리알라어, 벱스어의 조상이 되었고, 남부 방언은 현대 에스토니아어를 형성하는데 영향을 주었다.

## 문법과 어휘
핀란드어는 우랄어족의 언어로서, 단어 끝에 다양한 어미를 붙여 문법적인 성격을 나타내는 교착어이다.
명사 뒤에 장소를 나타내는 조사가 접사처럼 붙는다.
- auto 아우토[*] →자동차
- auto-lla 아우톨라[*] →자동차 위에서
- auto-ssa 아우톳사[*] →자동차 안에서

동사도 그 기본적인 의미를 나태는 단어의 어근에 여러 가지 어미를 덧붙여 활용하는데, 이때 러시아어와 같이 주어의 인칭/수에 따라 그 형태가 변화한다.
- tanssi-a 탄시아[*] →춤추다(원형)
- tanssi-n 탄신[*] →(나는) 춤춘다
- tanssi-t 탄시트[*] →(너는) 춤춘다
- hän tanssi-i 핸 탄시[*] →(그/그녀는) 춤춘다
- tanssi-mme 탄심메[*] →(우리는) 춤춘다
- tanssi-tte 탄시테[*] →(당신/너희들은) 춤춘다
- he tanssi-vat 헤 탄시바트[*] →(그들은) 춤춘다

소유/귀속을 뜻할 때도 소유격 어미를 활용한다.
- auto 아우토[*] →자동차
- auto-ni 아우토니[*] →내 자동차
- auto-si 아우토시[*] →네 자동차

이 소유격 어미는 다른 격어미와 함께 활용될 때 격어미의 뒤쪽에 놓이게 된다.
- autollani 아우톨라니[*] →내 자동차 위에서
- autollasi 아우톨라시[*] →네 자동차 위에서

이러한 문법적인 특징은 핀-우랄어족에 속하는 모든 언어들이 공통적으로 갖고 있다. 핀란드어는 15가지의 격을 갖고 있는데, 자칫 격이 굉장히 많다고 생각될 수 있지만 이는 활용되는 어미가 총 15종이기 때문으로 각 어미마다 고유의 격이 있다고 분류하였기 때문이다.
핀란드어 어휘와 문법 구조는 아시아와 유럽의 언어가 혼합된 형태를 띠고 있다. 특히 고유 단어와 기존의 어휘를 합성하여 만든 단어를 제외한 나머지 단어는 거의 인도유럽어족(특히 게르만어군) 언어에서 차용되었으며, 이들 언어는 어휘 뿐만 아니라 핀란드어의 문법에도 큰 영향을 미쳤다.
다양한 어미를 활용하는 문법 특성상 어순이 자유로운 편이다.
어간과 어미만으로도 단어를 엄청난 길이로 늘릴 수 있으며 하나의 문장을 구성하는 것도 가능하다.
- saappaissasiko? 사파이사시코?[*] →"네 장화안에?"
- istua 이스투아[*] →"to sit down"
- istun 이스툰[*] →"I sit down"
- istahtaa 이스타흐타[*] →"to sit down for a while"
- istahdan 이스타흐단[*] →"I'll sit down for a while"
- istahtaisin 이스타흐타이신[*] →"I would sit down for a while"
- istahtaisinko 이스타흐타이신코[*] →"should I sit down for a while?"
- istahtaisinkohan 이스타흐타이신코한[*] →"I wonder if I should sit down for a while"
- kahvi 카흐비[*] + n ㄴ[*] + juo 유오[*] + ja 야[*] + lle 레[*] + kin 킨[*] ← kahvinjuojallekin 카흐비뉴오얄레킨[*]

(coffee + of + drink + -er + for + also →'also for [the] coffee drinker')
- nyky 뉘퀴[*] + ratkaisu 라트카이수[*] + i 이[*] + sta 스타[*] + mme 메[*] ← nykyratkaisuistamme 뉘퀴라트카이수이스탐메[*]

(current + solution + -s + from + our →'from our current solutions')
- tietä 티에태[*] + isi 이시[*] + mme 메[*] + kö 쾨[*] + hän 핸[*] ← tietäisimmeköhän 티에태이심메쾨핸[*]

(know + would + we + INTERR + indeed →'would we really know?')
- tietä 티에태[*] + vä 배[*] + mmä 매[*] + lle 레[*] ← tietävämmälle 티에태뱀맬레[*]

(know + -ing + COMP + for = 'for the more knowing' →'for the one who knows more')
몇몇 유럽 국가를 지칭하는 단어가 독특하다.
- 러시아 - Venäjä 베내얘[*]
- 에스토니아 - Viro 비로[*](옛 에스토니아 지방을 일컫던 말)
- 스웨덴 - Ruotsi 루오트시[*]
- 독일 - Saksa 삭사[*](색슨족으로부터 유래)
- 오스트리아 - Itävalta 이태발타[*](독일어 국명 "동쪽 국가"의 의역).

## 문자
로마자를 쓴다. 스웨덴어와 유사하나, 그 중 일부는 차용어에만 쓰인다.

## 발음
핀란드어 표기체계는 한 글자가 하나의 음만 나타내는 것을 원칙으로 하고 있어 발음을 익히기는 어렵지 않다.
중복된 모음을 자주 볼 수 있는데 이는 장모음을 뜻하는 것으로, 핀란드어에서는 모음의 길이에 따라 단어의 뜻을 구별한다. 또한 y, ö, ä등의 전설모음을 갖고 있는 것이 특징이다. 제일 가까운 에스토니아어는 발음조차도 유사하다.
모음이 많은 반면, 자음이 적어 언어에 운율감을 더해준다. 그 예로, hääyöaie와 같이 모음만 극단적으로 사용되는 단어들이 존재한다. 이러한 특징은 작가 존 로널드 루엘 톨킨이 자신의 작품에서 인공어인 꿰냐를 창조할 때 핀란드어를 참고하는 계기가 되었다.

## 같이 보기
- 핀란드 언어투쟁
- 핀란드 이름
- 시수 (문화)